# Мегасекоптери
 Мегасекоптери (Megasecoptera) — вимерлий ряд палеозойських крилатих комах з інфракласу давньокрилих (Palaeoptera). Ряд існував впродовж кам'яновугільного та пермського періодів (318—260 млн років тому).

## Опис
Мегасекоптери зовні схожими на бабок, але з колюче-сисним ротовим апаратом. Ротовий апарат використовувався для проколювання рослинних оболонок. У них були дві пари довгих крил однакового розміру. Жилкування крил сітчасте, але в процесі еволюції кількість поперечних жилок скорочувалася. У деяких видів крила мали візерунок або плями. Крила мали міцну жилку на передньому краї, що вказує на пристосованість до досить швидкого польоту. Тіло довге та вузьке. Голова маленька, з великими очима. Грудні сегменти зрослися. Черевце складалося з 10 сегментів. З боків черевця відходили парні розгалужені вирости (по одній парі на сегмент). На кінці черевця були довгі церки, які іноді були вдвічі довшими за тіло.

## Спосіб життя
Вважається, що мегасекоптери проколювали покривні тканини рослин і харчувалися їх соком, спорами або насінням. Вони мали неповне перетворення. Їх німфи (личинки) також відомі, причому вони не мають ніяких ознак адаптації до життя у воді. Тому вважається, що Megasecoptera були наземними і в личинковій стадії.

## Класифікація
- Підряд Eubleptoptera
  - Родина Anchineuridae
  - Родина Engisopteridae
  - Родина Eubleptidae
  - Родина Namurodiaphidae
  - Родина Sphecocorydaloididae
  - Родина Xenopteridae
- Підряд Eumegasecoptera
  - Родина Carbonopteridae
  - Родина Corydaloididae
  - Родина Mischopteridae
  - Родина Moravohymenidae
  - Родина Sphecopteridae
  - Родина Vorkutiidae
- Підряд Protohymenoptera
  - Родина Ancopteridae
  - Родина Aspidohymenidae
  - Родина Aspidothoracidae
  - Родина Bardohymenidae
  - Родина Brodiidae
  - Родина Brodiopteridae
  - Родина Caulopteridae
  - Родина Hanidae
  - Родина Protohymenidae
  - Родина Scytohymenidae